# Лобода, Валентина Фёдоровна
Валентина Фёдоровна Лобода (7 октября 1945 — 12 сентября 2016, Тернополь) — советская и украинская учёная в области медицины, педагог, общественный деятель. Депутат Тернопольского областного совета (2006—2009). Кандидат медицинских наук (1982), профессор (1995). Отличник здравоохранения (1987).

## Биография
Окончила Крымский медицинский институт (1969, ныне медицинский университет).
Работала педиатром, заведующая детской поликлиники Нововолынской медсанчасти Волынской области; ассистент, доцент (1984—1995), профессор (1995—1997) кафедры педиатрии, заведующая (1997—2002), доцент (2002—2003) кафедры педиатрии факультета последипломного образования, заведующая кафедрой (с 2003), доцент (2004), профессор (с 2005) кафедры педиатрии медицинского факультета Тернопольского государственного медицинского университета.
Специализация — детский гастроэнтеролог. В 1972 г. поступила в клиническую ординатуру при Тернопольском государственном медицинском институте. Прошла путь от клинического ординатора, ассистента кафедры педиатрии лечебного факультета до заведующего кафедрой педиатрии факультета последипломного образования (с 1997 г.), и заведующего кафедрой госпитальной и факультетской педиатрии медицинского факультета (2003—2004 гг.).
Многократно баллотировалась на выборах в Тернопольский областной совет, в 2006—2009 была депутатом.
Умерла 12 сентября 2016 года в Тернополе.

## Научная деятельность
Автор и соавтор более 520 научных и учебно-методических трудов, в том числе 2 учебников, 9 учебно-методических пособий, 2 монографий, 3 методических рекомендаций, 5 информационных писем, 10 рационализаторских предложений и 3 патентов на полезную модель, учебного пособия «Практическая педиатрия» (1994). Первая в Тернопольской области внедрила эндоскопическое обследование пищеварительного канала у детей.